# Norzang
Norzang (1403-1466), cuyo nombre completo es Norbu Zangpo , en  tibetano: ཎོར་བུ་བཟང་པོ y en  Wylie: Nor bu bzang po, fue el fundador del poder de la dinastía Rinpungpa en el  Tíbet Central.

## Actividades religiosas
Norzang era hijo de Namkha Gyalpo, el jefe del feudo de Rinpung en Tsang, en el Tíbet Centro Oeste. Su abuelo Namkha Gyaltsen, el fundador de la línea, se casó con una hermana del gobernante de Phagmodrupa, Drakpa Gyaltsen, uno de los principales ministros de la dinastía Phagmodrupa, y el patrón del monasterio Tsangrong. Norzang heredó sus funciones a la temprana edad de once años y completó la construcción del templo de Chamchen. En asuntos religiosos, favoreció a las sectas  Sakya y Kagyud del budismo. Según una historia un tanto dudosa, un clérigo Sakya, el Choje de Ngor, dio instrucciones religiosas a Norzang a cambio de la promesa de que el señor Rinpung cumpliría tres deseos del Choje. Esto obligó a todos los miembros de la secta rival Geden a ceder ante Sakya, a poner fin a la construcción de un monasterio dirigido por Gedun Drub, contado póstumamente como el primer Dalai Lama, y a suministrar provisiones para las sirvientas del nuevo monasterio de Ngor. Norzang rechazó las solicitudes ya que causarían disturbios.

## Toma del poder
Cuando el rey Drakpa Gyaltsen murió en 1432, la sucesión de los Phagmodrupa estaba en duda. El influyente Norzang recomendó que un venerado abad que era miembro de la dinastía, el Chenga de Thel, tomara la decisión. En 1434 el viejo Chenga murió y los Phagmodrupa fueron destrozados por un violento conflicto interno cuando el padre de Drakpa Jungne, Sangye Gyaltsen, trató de asegurarse el poder a expensas de su propio hijo. Los disturbios permitieron a los Rinpungpa tomar el control de la ciudad estratégica Shigatse en Tsang en 1435 o, según investigaciones recientes, en 1446 cuando había un interregnum Phagmodrupa. El lugar fue más tarde encabezado por el hijo de Norzang, Dondup Dorje. Dondup Dorje nació en 1447 y, por lo tanto, no pudo convertirse en señor de Shigatse en 1435, como se afirma a menudo en los textos sobre la historia tibetana. Viendo esto como un acto de abierto desafío contra la Phagmodrupa, las élites de Tsang comenzaron a aliarse con los Rinpungpa. Norzang puso a varios pequeños príncipes tibetanos bajo su autoridad.

## Años posteriores
A pesar de la violenta expansión del poder de Norzang, continuó rindiendo homenaje formal a los monarcas Phagmodrupa Drakpa Jungne (1432-1445) y Kunga Lekpa (1448-1481). Una señora Rinpungpa fue entregada a Kunga Lekpa como esposa. Sin embargo, el matrimonio no fue feliz, y Kunga Lekpa se sintió insatisfecho con el comportamiento de Norzang cuando hizo una gira por Tsang. Norzang tuvo cinco hijos: Upasika (n. 1444), Kunzang (1445-c. 1479), Dondup Dorje (n. 1447), Tsokye Dorje (1450-1510) y Shakya Gyaltsen (1456-1488). Murió en 1466 y su muerte causó una disminución temporal de la suerte de los Rinpungpa.